# Habichtswand

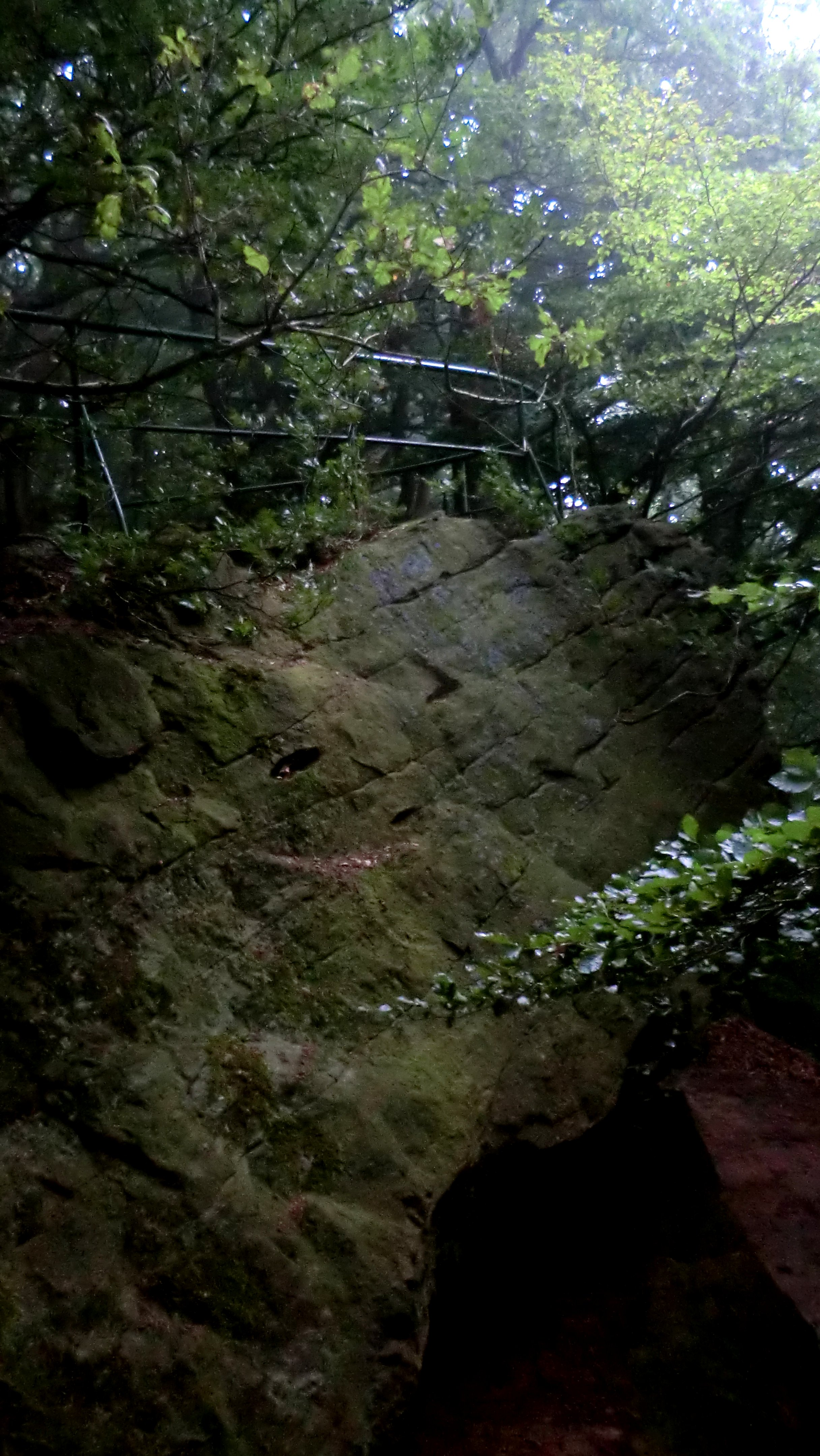
Der zentrale Teil der Habichtswand mit dem Geländer an der Klippenkante

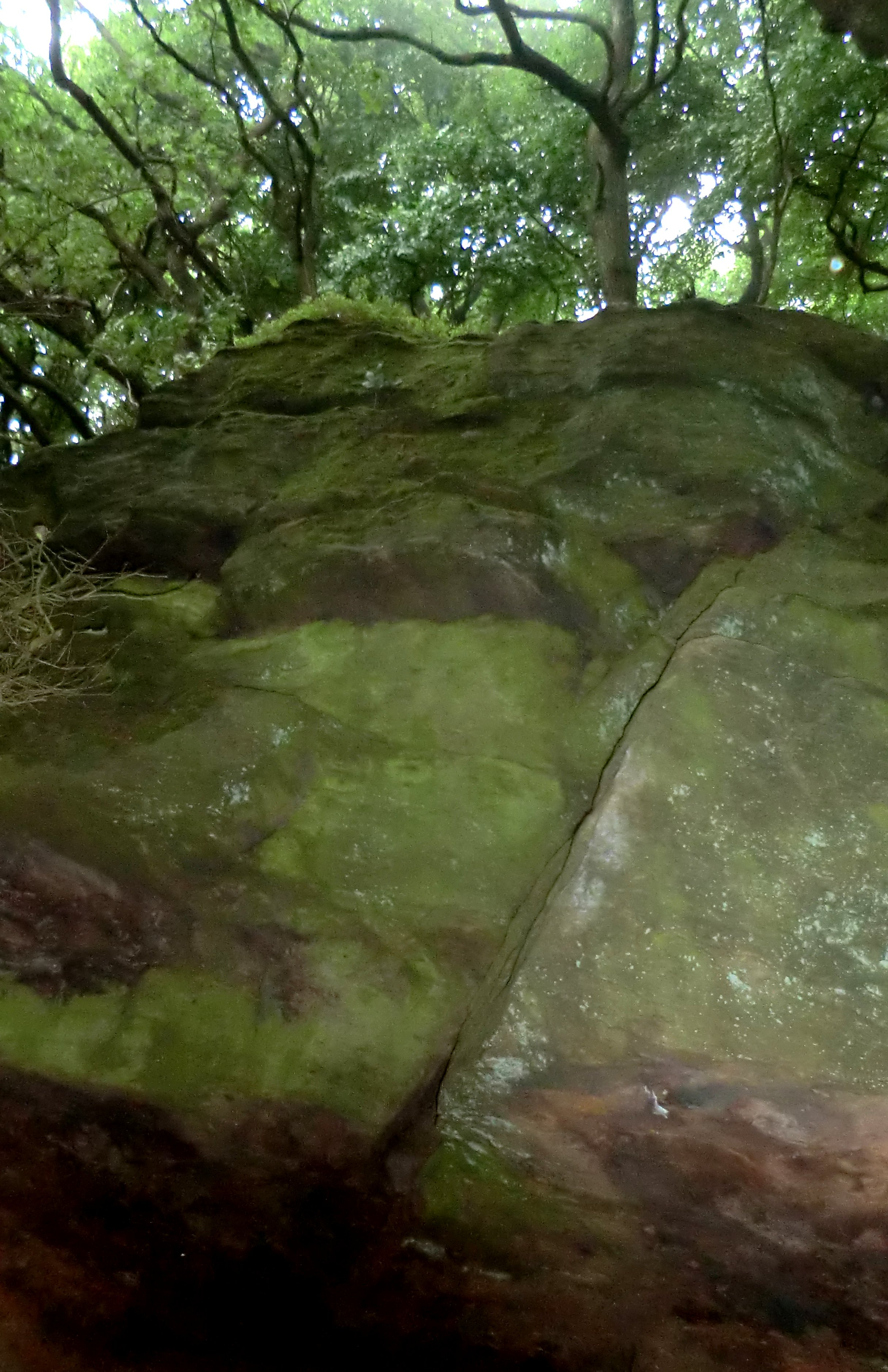
Ein Teil der Klippe von der Sohle aus gesehen

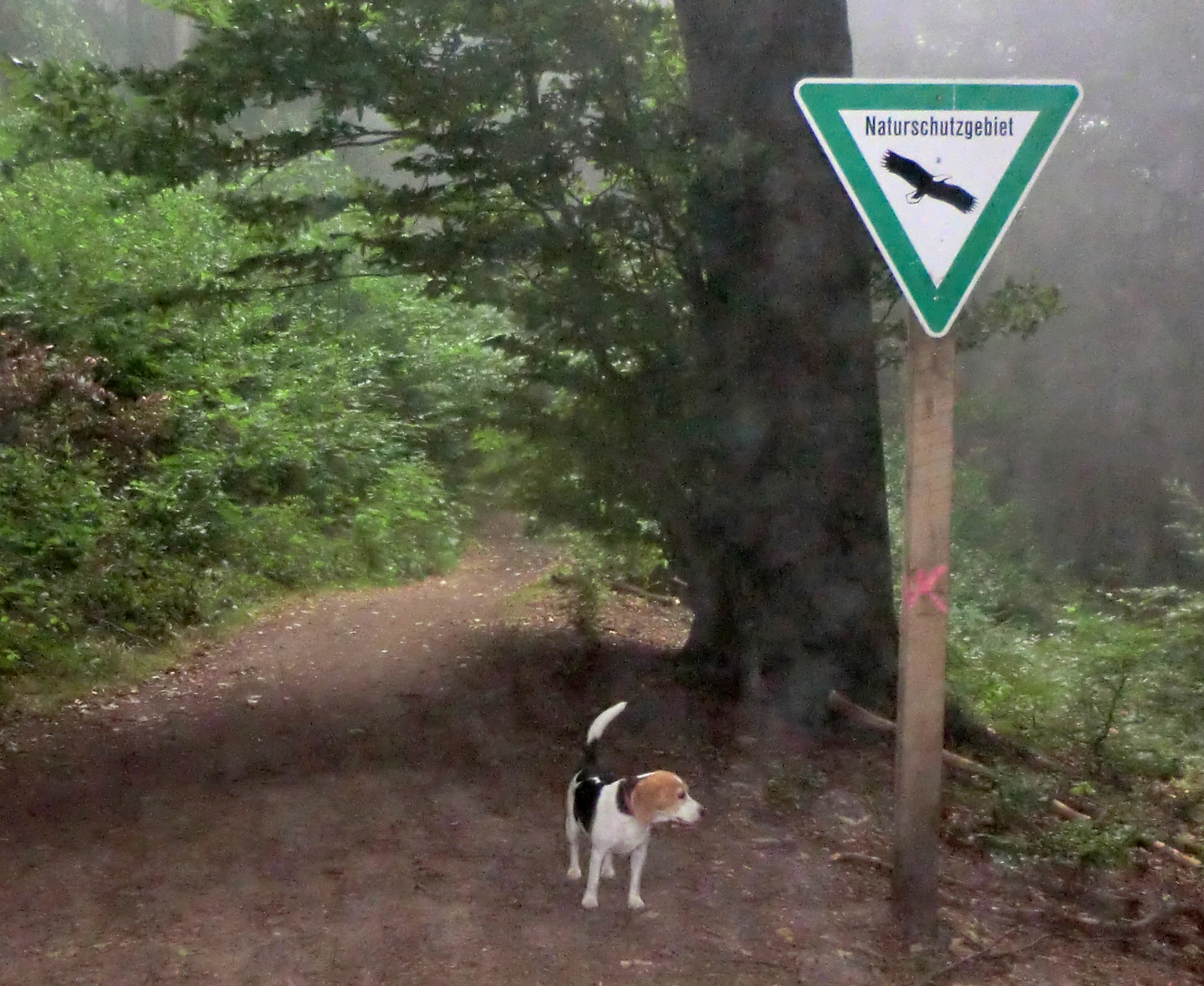
NSG Hinweisschild am Wittekindsweg rund 50 Meter östlich der Habichtswand. Auf den Wanderer wirkt es, als läge die Klippe selbst knapp außerhalb des Schutzgebietes. Es ist aber so, dass die NSG-Grenze hier den Weg kreuzt und dann in Richtung des Betrachters rechts des Weges zur Habichtswand und auf deren Oberkante verläuft

Die Habichtswand ist eine Felsenklippe im östlichen Wiehengebirge an der Südwestflanke des Häverstädter Berges. Sie befindet sich in der Gemarkung Dehme der ostwestfälischen Stadt Bad Oeynhausen.
Zusammen mit weiteren, in östlicher Richtung anschließenden Klippen liegt die Habichtswand im Naturschutzgebiet Wittekindsberg. Die Felswand ist etwa fünf bis maximal zehn Meter hoch und stellt eine bedeutende natürliche Felsformation des Wiehengebirges dar.
Oberhalb der Klippe verläuft der Wittekindsweg. Von hier führt ein Pfad zur Klippenkante mit dem Geländer. Vom Geländer an der Aussicht führt ein Steig zur Sohle der Klippe. Hierfür wurden in den Fels Stufen gehauen. Von der Wolfsschlucht kommend kann die Wand nur sohlenseitig über den Hindenburgweg und dann über schwer begehbare und schlecht erkennbare Pfade am Steilhang erreicht werden.

## Weitere Klippen in der Umgebung
Die Klippen östlich sind ähnlich ausgebaut und bilden unter anderem die Wolfsschlucht, einen aufgelassenen Steinbruch aus dem unter anderem das Material für das nahe gelegene Kaiser-Wilhelm-Denkmal an der Porta Westfalica gewonnen wurde. Die Felsen an der Wolfsschlucht sind auch deutlich höher als die der Habichtswand und werden auch von Sportkletterern genutzt. Aufgrund akuter Erdrutschgefahr im Frühjahr 2013 wurde neuerlich vor dem Betreten des Bereiches der Wolfsschlucht  durch die Behörden gewarnt, gleichwohl bleibt das Durchwandern erlaubt. Der Weg, der jeweils vom Kaiser-Wilhelm-Denkmal bzw. vom Wittekindsweg zur Schlucht abzweigt wurde mit Warnschildern „Lebensgefahr“ markiert. Von den Behörden wurden vorsorglich die Sitzbänke an den einschlägigen Aussichtspunkten entfernt und der Abstieg am Moltketurm gesperrt. Die Habichtswand selbst ist seit jeher ein Rastplatz für Wanderer und liegt außerhalb des unmittelbar erdrutschgefährdeten Gebietes, welches daher betreten werden darf.
Westlich der Habichtswand gibt es keine weiteren natürlichen Klippen. Der Südabfall des Wiehengebirges wird Richtung Westen und damit jenseits des Prallhangs des Großen Weserbogens  weniger schroff, so dass ab hier auf natürliche Weise keine freiliegenden Felsen ausgeprägt wurden.
Allerdings gibt es auch weiter westlich im ganzen Wiehengebirge zahlreiche Felswände, die aber nicht natürlichen Ursprungs sind, da es sich um aufgelassene Steinbrüche handelt.

## Einkehrmöglichkeiten in der Nähe
Rund 2,5 westlich der Habichtswand, auch an genannten Fernwanderweg liegt die ganzjährig bewirtschaftete Berggaststätte Zum Wilden Schmied. Nach Osten erreicht man, auch über den Wittekindsweg, nach rund einem Kilometer eine Hotelgastronomie im Bereich der Wittekindsburg, zwei Kilometer weiter östlich dann schließlich das Kaiser-Wilhelm-Denkmal.